# Luowuzhuang Xiang
Luowuzhuang Xiang (kinesiska: 罗武庄, 罗武庄乡) är en socken i Kina. Den ligger i provinsen Yunnan, i den sydvästra delen av landet, omkring 190 kilometer väster om provinshuvudstaden Kunming. Antalet invånare är 12 160. Befolkningen består av 5 940 kvinnor och 6 220 män. Barn under 15 år utgör 20,0 %, vuxna 15-64 år 71 %, och äldre över 65 år 8,0 %.
Genomsnittlig årsnederbörd är 902 millimeter. Den regnigaste månaden är juli, med i genomsnitt 199 mm nederbörd, och den torraste är januari, med 9 mm nederbörd.